# Tatjana Mittermayer
Tatjana Mittermayer (ur. 26 lipca 1964 w Aschau im Chiemgau) – niemiecka narciarka, specjalistka narciarstwa dowolnego. Zdobyła srebrny medal w jeździe po muldach na igrzyskach olimpijskich w Nagano. Wygrała także zawody w jeździe po muldach podczas igrzysk olimpijskich w Calgary, jednakże narciarstwo dowolne było wtedy dyscypliną pokazową, więc medali nie przyznano. Wywalczyła także srebrny medal podczas mistrzostw świata w Lake Placid. Ponadto zdobyła także brązowe medale w tej samej konkurencji na mistrzostwach w Oberjoch, mistrzostwach w La Clusaz oraz mistrzostwach w Iizuna. Najlepsze wyniki w Pucharze Świata osiągnęła w sezonie 1995/1996, kiedy to zajęła 4. miejsce w klasyfikacji generalnej, w klasyfikacji jazdy po muldach podwójnych była trzecia, a w klasyfikacji jazdy po muldach była druga. W sezonie 1996/1997 wywalczyła małą kryształową kulę w klasyfikacji jazdy po muldach.
W 2002 r. zakończyła karierę.

## Osiągnięcia

### Igrzyska olimpijskie
| Miejsce | Dzień     | Rok  | Miejscowość | Konkurencja      | Zwycięzca            |
| ------- | --------- | ---- | ----------- | ---------------- | -------------------- |
| 4.      | 13 lutego | 1992 | Albertville | Jazda po muldach | Stine Lise Hattestad |
| 6.      | 12 lutego | 1994 | Lillehammer | Jazda po muldach | Stine Lise Hattestad |
| 2.      | 11 lutego | 1998 | Nagano      | Jazda po muldach | Tae Satoya           |

### Mistrzostwa świata
| Miejsce | Dzień     | Rok  | Miejscowość | Konkurencja      | Zwycięzca            |
| ------- | --------- | ---- | ----------- | ---------------- | -------------------- |
| 4.      | 2 lutego  | 1986 | Tignes      | Jazda po muldach | Mary-Jo Tiampo       |
| 3.      | 3 marca   | 1989 | Oberjoch    | Jazda po muldach | Raphaëlle Monod      |
| 2.      | 12 lutego | 1991 | Lake Placid | Jazda po muldach | Donna Weinbrecht     |
| 4.      | 13 marca  | 1993 | Altenmarkt  | Jazda po muldach | Stine Lise Hattestad |
| 3.      | 18 lutego | 1995 | La Clusaz   | Jazda po muldach | Candice Gilg         |
| 3.      | 8 lutego  | 1997 | Iizuna      | Jazda po muldach | Candice Gilg         |
| 6.      | 10 marca  | 1999 | Meiringen   | Jazda po muldach | Ann Battelle         |
| 17.     | 14 marca  | 1999 | Meiringen   | Muldy podwójne   | Sandra Schmitt       |

### Puchar Świata

#### Miejsca w klasyfikacji generalnej
- sezon 1985/1986: 30.
- sezon 1986/1987: 12.
- sezon 1987/1988: 7.
- sezon 1988/1989: 10.
- sezon 1989/1990: 5.
- sezon 1990/1991: 20.
- sezon 1991/1992: 17.
- sezon 1992/1993: 14.
- sezon 1993/1994: 14.
- sezon 1994/1995: 11.
- sezon 1995/1996: 4.
- sezon 1996/1997: 5.
- sezon 1997/1998: 10.
- sezon 1999/2000: 50.
- sezon 2001/2002: 70.

#### Miejsca na podium
1. Breckenridge – 23 stycznia 1987 (Jazda po muldach) – 2. miejsce
2. Mariazell – 21 lutego 1987 (Jazda po muldach) – 2. miejsce
3. Oberjoch – 7 marca 1987 (Jazda po muldach) – 1. miejsce
4. La Plagne – 20 grudnia 1987 (Jazda po muldach) – 1. miejsce
5. Mont Gabriel – 9 stycznia 1988 (Jazda po muldach) – 3. miejsce
6. Breckenridge – 23 stycznia 1988 (Jazda po muldach) – 3. miejsce
7. La Clusaz – 10 marca 1988 (Jazda po muldach) – 3. miejsce
8. Hasliberg – 19 marca 1988 (Jazda po muldach) – 1. miejsce
9. Mont Gabriel – 7 stycznia 1989 (Jazda po muldach) – 2. miejsce
10. Lake Placid – 13 stycznia 1989 (Jazda po muldach) – 3. miejsce
11. La Clusaz – 12 lutego 1989 (Jazda po muldach) – 2. miejsce
12. Åre – 17 marca 1989 (Jazda po muldach) – 2. miejsce
13. Tignes – 16 grudnia 1989 (Jazda po muldach) – 2. miejsce
14. Breckenridge – 20 stycznia 1990 (Jazda po muldach) – 2. miejsce
15. Inawashiro – 10 lutego 1990 (Jazda po muldach) – 2. miejsce
16. Iizuna – 17 lutego 1990 (Jazda po muldach) – 3. miejsce
17. La Clusaz – 16 marca 1990 (Jazda po muldach) – 2. miejsce
18. Piancavallo – 19 stycznia 1991 (Jazda po muldach) – 3. miejsce
19. Mont Gabriel – 2 lutego 1991 (Jazda po muldach) – 3. miejsce
20. La Clusaz – 20 lutego 1991 (Jazda po muldach) – 3. miejsce
21. Oberjoch – 1 lutego 1992 (Jazda po muldach) – 3. miejsce
22. Inawashiro – 29 lutego 1992 (Jazda po muldach) – 3. miejsce
23. Piancavallo – 19 grudnia 1992 (Jazda po muldach) – 1. miejsce
24. Whistler Blackcomb – 9 stycznia 1993 (Jazda po muldach) – 2. miejsce
25. Breckenridge – 16 stycznia 1993 (Jazda po muldach) – 3. miejsce
26. La Plagne – 25 lutego 1993 (Jazda po muldach) – 3. miejsce
27. Lillehammer – 27 marca 1993 (Jazda po muldach) – 2. miejsce
28. Whistler Blackcomb – 8 stycznia 1994 (Jazda po muldach) – 2. miejsce
29. Breckenridge – 15 stycznia 1994 (Jazda po muldach) – 2. miejsce
30. Breckenridge – 15 stycznia 1994 (Jazda po muldach) – 3. miejsce
31. Lake Placid – 21 stycznia 1994 (Jazda po muldach) – 2. miejsce
32. Hundfjället – 8 lutego 1994 (Jazda po muldach) – 3. miejsce
33. Tignes – 15 grudnia 1994 (Jazda po muldach) – 3. miejsce
34. Tignes – 15 grudnia 1994 (Jazda po muldach) – 1. miejsce
35. Le Relais – 21 stycznia 1995 (Jazda po muldach) – 2. miejsce
36. Oberjoch – 3 lutego 1995 (Jazda po muldach) – 1. miejsce
37. Hasliberg – 8 lutego 1995 (Jazda po muldach) – 1. miejsce
38. Hasliberg – 8 lutego 1995 (Jazda po muldach) – 1. miejsce
39. Kirchberg in Tirol – 22 lutego 1995 (Jazda po muldach) – 3. miejsce
40. Kirchberg in Tirol – 22 lutego 1995 (Jazda po muldach) – 3. miejsce
41. Tignes – 10 grudnia 1995 (Jazda po muldach) – 1. miejsce
42. Tignes – 10 grudnia 1995 (Jazda po muldach) – 1. miejsce
43. Tignes – 11 grudnia 1995 (Muldy podwójne) – 2. miejsce
44. La Plagne – 16 grudnia 1995 (Jazda po muldach) – 2. miejsce
45. La Plagne – 16 grudnia 1995 (Jazda po muldach) – 1. miejsce
46. La Plagne – 13 grudnia 1996 (Jazda po muldach) – 1. miejsce
47. La Plagne – 13 grudnia 1996 (Jazda po muldach) – 1. miejsce
48. Tignes – 6 grudnia 1996 (Jazda po muldach) – 1. miejsce
49. Hasliberg – 23 marca 1996 (Jazda po muldach) – 1. miejsce
50. Altenmarkt – 15 marca 1996 (Jazda po muldach) – 1. miejsce
51. Kirchberg in Tirol – 4 lutego 1996 (Jazda po muldach) – 1. miejsce
52. Mont Tremblant – 27 stycznia 1996 (Jazda po muldach) – 1. miejsce
53. Breckenridge – 19 stycznia 1996 (Jazda po muldach) – 1. miejsce
54. Lake Placid – 5 stycznia 1996 (Jazda po muldach) – 2. miejsce
55. Lake Placid – 5 stycznia 1996 (Jazda po muldach) – 2. miejsce
56. Mont Tremblant – 9 stycznia 1997 (Jazda po muldach) – 1. miejsce
57. Whistler Blackcomb – 13 stycznia 1996 (Jazda po muldach) – 3. miejsce
58. Mont Tremblant – 27 stycznia 1996 (Jazda po muldach) – 2. miejsce
59. Kirchberg in Tirol – 4 lutego 1996 (Jazda po muldach) – 2. miejsce
60. La Clusaz – 14 lutego 1996 (Jazda po muldach) – 2. miejsce
61. La Clusaz – 14 lutego 1996 (Jazda po muldach) – 2. miejsce
62. Altenmarkt – 7 marca 1997 (Jazda po muldach) – 1. miejsce
63. Altenmarkt – 15 marca 1996 (Jazda po muldach) – 2. miejsce
64. Hasliberg – 23 marca 1996 (Jazda po muldach) – 2. miejsce
65. Tignes – 6 grudnia 1996 (Jazda po muldach) – 3. miejsce
66. La Plagne – 15 grudnia 1996 (Muldy podwjne) – 3. miejsce
67. Lake Placid – 12 stycznia 1997 (Jazda po muldach) – 2. miejsce
68. Breckenridge – 24 stycznia 1997 (Jazda po muldach) – 2. miejsce
69. Hundfjället – 13 marca 1997 (Jazda po muldach) – 2. miejsce
70. Altenmarkt – 7 marca 1997 (Jazda po muldach) – 3. miejsce
71. Tignes – 5 grudnia 1997 (Jazda po muldach) – 3. miejsce
72. Tignes – 5 grudnia 1997 (Jazda po muldach) – 3. miejsce
73. La Plagne – 19 grudnia 1997 (Jazda po muldach) – 1. miejsce
74. Mont Tremblant – 11 stycznia 1998 (Jazda po muldach) – 2. miejsce
75. Mont Tremblant – 11 stycznia 1998 (Jazda po muldach) – 3. miejsce
76. Breckenridge – 30 stycznia 1998 (Jazda po muldach) – 2. miejsce
77. Altenmarkt – 14 marca 1998 (Jazda po muldach) – 3. miejsce

- W sumie 22 zwycięstwa, 30 drugich i 25 trzecich miejsc.